# الحكومة الليبية الانتقالية
الحكومة الانتقالية الليبية (نوفمبر 2011 -2012)، شكلها رئيسها عبد الرحيم الكيب بتكليف من المجلس الانتقالي الليبي. تعد أول حكومة بعد انتهاء حقبة حكم معمر القذافي.
أدت حكومة الكيب اليمين يوم 24 نوفمبر 2011.

## تشكيل الحكومة
تتكون الحكومة من 24 وزير ونائبين للرئيس وهم:
- رئيس الوزراء: عبد الرحيم الكيب
- نائب رئيس الوزراء: مصطفى أبو شاقور غيث
- نائب رئيس الوزراء: عمر عبد الله عبد الكريم
- وزير الخارجية: عاشور بن خيال
- وزير الدفاع: أسامة الجويلي
- وزير الداخلية : فوزي عبد العالي
- وزير المالية: حسن زقلام
- وزير التخطيط : عيسى التويجري
- وزير الاقتصاد : الطاهر شركس
- وزير النفط والغاز: عبد الرحمن بن يزه
- وزير الكهرباء والطاقات المتجددة: عوض بريك إبراهيم البرعصي
- وزير الأوقاف : حمزة أبو فارس
- وزير رعاية أسر الشهداء والمفقودين: عبد الناصر جبريل
- وزير الشؤون الاجتماعية: مبروكة الشريف جبريل
- وزير التربية والتعليم: سليمان الساحلي
- وزير العمل والتأهيل: مصطفى الرجباني
- وزير العدل: علي حميدة عاشور
- وزير الصحة: فاطمة حمروش
- وزير الحكم المحلي: محمد الهادي الحراري
- وزير الأسكان والمرافق: إبراهيم السقوطري
- وزير الاتصالات: أنور الفيتوري
- وزير المواصلات والنقل: يوسف الوحيشي
- وزير الزراعة: جمال أبو خروبة
- وزير الصناعة: محمود الفطيسي
- وزير التعليم والبحث العلمي: نعيم الغرياني
- وزير الشباب والرياضة: فتحي تربل
- وزير الثقافة المجتمع المدني: عبد الرحمن هابيل